# Veinte de Junio
Veinte de Junio es una localidad del partido de La Matanza, en la provincia de Buenos Aires, Argentina.

## Geografía

### Ubicación
Se encuentra a unos 35 km al suroeste de la ciudad de Buenos Aires. Limita con la localidad de Pontevedra, del partido de Merlo, y con las localidades del Virrey del Pino y González Catán de partido de La Matanza.
Esta localidad es la menos poblada del partido. Su estación es la antigua Pontevedra construida a principios del siglo XX por la Compañía General de Ferrocarriles en la Provincia de Buenos Aires. A partir del loteo realizado en 1947 la zona fue llamada Parque Ibáñez—Estación Pontevedra. Sin embargo, su nombre cambió en 1949 cuando la localidad de Pontevedra quedó dentro del Municipio de Merlo y la estación en La Matanza.
Actualmente el acceso a esta localidad puede ser o a través del ferrocarril (que fue reinaugurado el 2 de diciembre de 2019 después de más de 26 años de inactividad), por la localidad de Pontevedra, del vecino partido de Merlo, o por la Autopista Juan Domingo Peron que la conecta con las localidades de Mariano Acosta y Parque San Martín al norte, y Virrey del Pino, Tristán Suárez, Canning y Guernica al sur.
En 20 de junio funciona la escuela primaria básica número 33 "Paula Albarracín de Sarmiento", con 96 alumnos, el jardín 968 con 100 alumnos y la ESB n 16 anexo I con 105 alumnos.
Sobre la calle principal Alejo Castex se alinean casas quintas y de fin de semana, en donde solo se pueden oír el cantar de las aves o el ruido de los tractores de las chacras cercanas. La autopista Juan Domingo Peron pasa por la entrada del pueblo, con los accesos a ella ubicados en la intersección con la calle Pablo Ceretti.

### Sismicidad
La región responde a la «subfalla del río Paraná», y a la «subfalla del río de la Plata», con sismicidad baja; y su última expresión se produjo el 5 de junio de 1888 (136 años) de silencio sísmico), a las 3.20 UTC-3, con una magnitud probable, de 5,0 en la escala de Richter (terremoto del Río de la Plata de 1888).
La Defensa Civil municipal debe advertir sobre escuchar y obedecer acerca de 
Área de
- Tormentas severas periódicas
- Baja sismicidad, con silencio sísmico de 136 años

## Autonomía
Desde hace algunos años en Pontevedra existe un movimiento autonomista que forma parte de la Asociación Provincial para el Reconocimiento de Nuevos Municipios —el que está integrado por más de 60 movimientos autonomistas en la provincia de Buenos Aires— cuya intención es la de conformar junto con la ciudad de Veinte de Junio, perteneciente al Partido de La Matanza, un nuevo partido que como nuevo nombre sería "Partido Nuevo Oeste".
Se proyecta la autonomía de ambas ciudades con el futuro de unirse debido a que su geografía y economía van en perfecta concondancia y su fundamento principal es que ambos Partidos de Merlo y de La Matanza no las tiene en cuenta en sus proyectos de Obras Públicas.

## Población según el censo 2001
Según el último censo nacional, contaba con 828 habitantes (Indec, 2001), 404 mujeres y 424 varones, 52 de ellos se encontraban en zonas rurales. Es la localidad con menos habitantes del partido. Según el censo nacional 1991 la población ascendía a 102 habitantes, por lo que el incremento intercensal fue del 711,76%.
- Los 828 habitantes de Veinte de Junio se agrupaban en 253 hogares. En el 85,38% de los hogares el jefe de hogar eran un hombre.
- El 13,83% de los hogares vivían con necesidades básicas insatisfechas, lo que representa el 14,76% de la población.
- El 29,11% de la población tenía menos de 15 años de edad, entre 15 y 65 años el 61,35% y los adultos mayores (65 años o más) eran el 9,54% (79 personas).
- El 62,32% de la población habían nacido en la provincia de Buenos Aires, 32,97% en otras provincias y el 4,71% (39 personas) habían nacido en el extranjero.
- La tasa de alfabetismo era del 2,39% (2,84% en los hombres y 1,89% en las mujeres).
- De las 784 personas mayores a los 3 años 185 asistían a un establecimiento educativo público, 64 a un establecimiento privado y el 4,46% (35 personas) nunca habían asistido a la escuela.
- El 70% de la población no tenía ningún tipo de cobertura médica.
- De los adultos mayores de 65 años o más, el 48,10% no percibía jubilación ni pensión.
- En cuanto a las condiciones edilicias y de infraestructura de los 253 hogares de Veinte de Junio, 11 de ellos vivían en casillas, solo 3 hogares (el 1,19%) eran abastecidos por el servicio de agua corriente y tenían servicio de cloacas; 165 de los hogares (el 65,22%) eran propietarios la vivienda y terreno en que habitaban,  solo 4 hogares poseían servicio de gas en red, el resto a través de garrafa o tubos de gas y 5 hogares se proveían de energía mediante el uso de carbón y leña; 238 hogares (el 94,07%) habitaban en viviendas construidas de ladrillos.
- 92 hogares no tenían lavarropas y 16 no tenían heladeras. Solo 10 hogares (el 3,95%) poseían computadoras con conexión a Internet.

## Imágenes

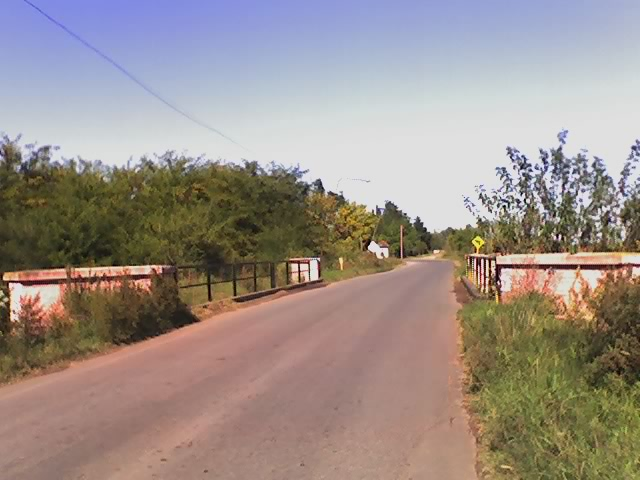
Puente sobre el Arroyo de la Cañada Pantanosa.
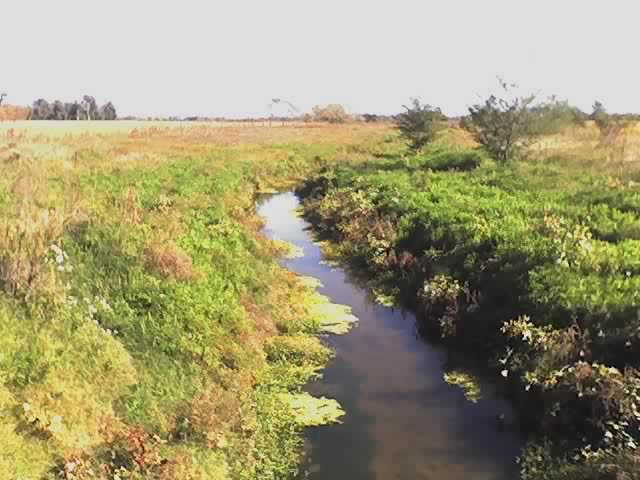
Arroyo de la Cañada Pantanosa, tributario del Río Matanza.
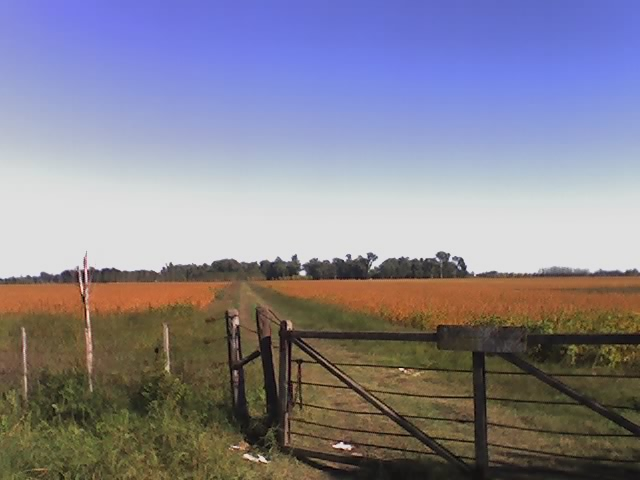
Explotación agropecuaria.
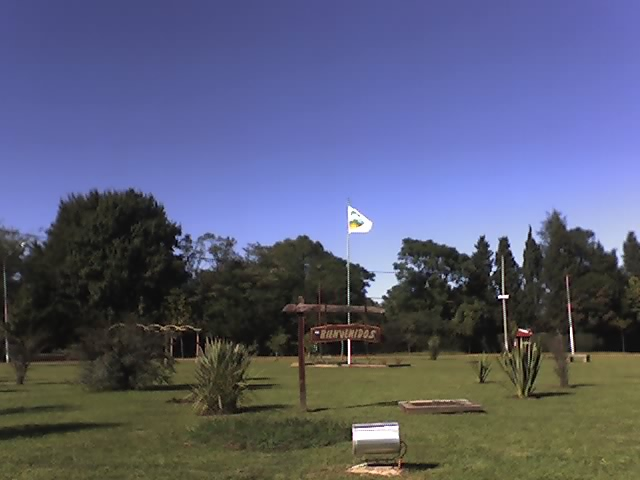
Rotonda en la entrada de Veinte de Junio.
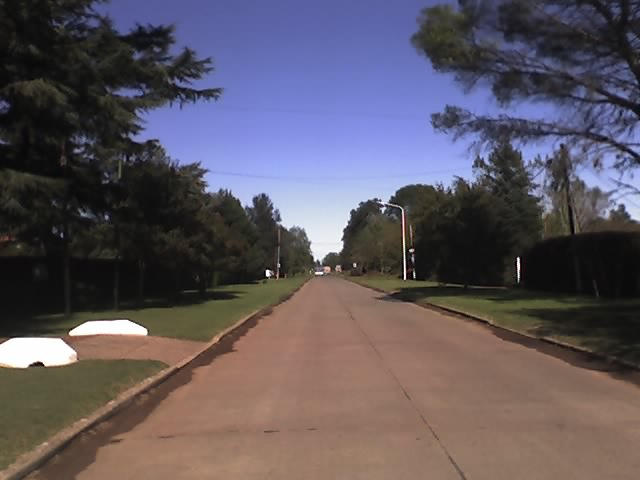
Alejo Castex, calle principal de Veinte de Junio.
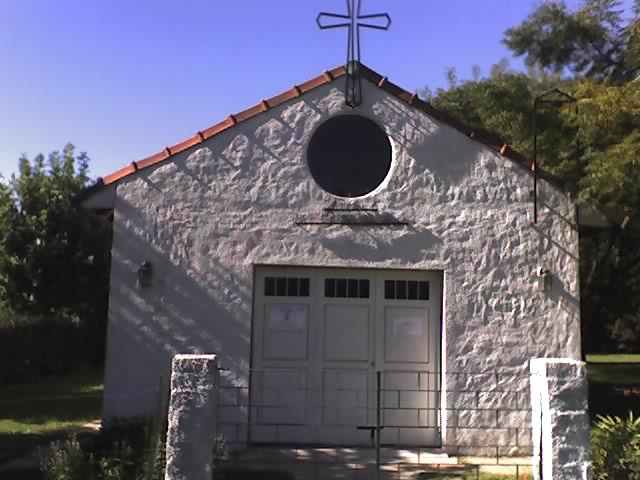
Capilla Ntra. Señora del Valle.
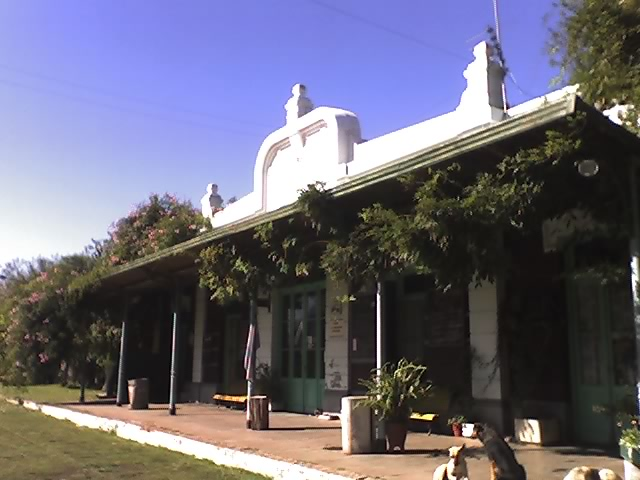
Estación 20 de Junio.

## Medios de transporte
Antes de 2019, Veinte de Junio era una localidad relativamente aislada del resto del Gran Buenos Aires; con esta solo se conectaba a través de la vecina ciudad de Pontevedra. La línea 297 de la Empresa Transportes Unidos de Merlo presta el servicio de colectivos que llega hasta el mismo pueblo de Veinte de Junio y la estación, siendo la frecuencia del mismo de 25 minutos y conecta a Veinte de Junio con Pontevedra, Libertad y Estación Merlo.
Desde Pontevedra, los habitantes de Veinte de Junio pueden comunicarse con las demás localidades de La Matanza y Merlo a través de las líneas de colectivos 96 y 236 de las empresas Transporte Ideal San Justo y Empresa Línea 216 S.A.T. y llegar hasta Plaza Constitución, a Merlo Gómez y a Morón.
Se esperó que en el transcurso del mes de noviembre de 2019 se habilite la vuelta del tren, una llegada a la estación de 20 de Junio desde González Catán. La línea de transporte de trenes Belgrano Sur, que comienza en la estación Buenos Aires y finaliza en González Catán, agregaría un pequeño tramo de 9 kilómetros entre la última estación y la localidad de 20 de Junio. Por su parte, la página oficial de Trenes Argentinos ya publicó los horarios de los viajes de la Línea Belgrano Sur. Finalmente, el 2 de diciembre de 2019 el tren volvió a llegar a 20 de Junio luego de 26 años de no hacerlo.
El 27 de septiembre de 2019 se inauguraron los primeros 11 km de la Autopista Camino del Buen Ayre, que permiten la comunicación entre 20 de Junio y las localidades de Mariano Acosta y Parque San Martín.